# Publio Cornelio Maluginense (tribuno consolare 397 a.C.)
Publio Cornelio Maluginense (fl. IV secolo a.C.) è stato un politico e militare romano.

## Primo tribunato consolare
Nel 397 a.C. fu eletto tribuno consolare con Lucio Furio Medullino, Lucio Giulio Iullo, Aulo Postumio Albino Regillense, Lucio Sergio Fidenate e Aulo Manlio Vulsone Capitolino.
Anche per quell'anno i romani continuarono l'assedio di Veio, dovendo in più sopportare l'attacco dei Volsci alla guarnigione attestata ad Anxur, e quello degli Equi alla colonia di Labico.
In questo già difficile contesto si inserirono le razzie dei tarquiniesi, che pensavano di poter sfruttare la difficile situazione in cui versava Roma, senza doverne subire le rappresaglie, che invece furono organizzate da Aulo Postumio e Lucio Giulio, che sorpresero i razziatori a Cere, riuscendo così a riportare a Roma quanto sottratto dagli etruschi.
Gli ambasciatori inviati ad interrogare l'oracolo di Delfi, tornarono con il responso richiesto:
(Tito Livio, "Ab Urbe Condita", V, 2, 16.)
Il rimedio per ripristinare i riti negletti, comportò la rinuncia dei tribuni alla carica per il resto del mandato, cui seguirono tre interregni, prima dell'elezione dei nuovi tribuni consolari.

## Secondo tribunato consolare
Nel 390 a.C. fu eletto tribuno consolare con Quinto Sulpicio Longo, Quinto Fabio Ambusto, Cesone Fabio Ambusto, Quinto Servilio Fidenate e Numerio Fabio Ambusto.
A Publio, ed agli altri Tribuni, Tito Livio addebita le maggiori responsabilità della sconfitta romana alla battaglia del fiume Allia, prologo del Sacco di Roma ad opera dei Galli Senoni condotti da Brenno.
Publio, insieme agli altri Tribuni consolari, fu tra i più strenui sostenitori della proposta di lasciare Roma per stabilirsi a Veio, dopo che i Galli erano stati sconfitti.
(Tito Livio, "Ab Urbe Condita", V, 4, 49.)